# 區樂民
區樂民（英語：Au Lok Man），香港私人執業醫生、業餘作家，祖籍廣東省增城，生於香港，其兄為區結成同為醫療界中人及作家。

## 生平
區樂民早年居住在荃灣，曾就讀中華基督教會全完第一小學，1981年畢業於九龍華仁書院。16歲投稿報紙校園版，並獲得刊登，開始寫作的生涯。在香港大學學醫時，曾為醫學院學生刊物《啟思》的編輯。行醫數年後，開始寫專欄，先後為《明報》、《星期天週刊》及《蘋果日報》撰稿，並出版多部散文集。2001年推出首部小說《浪花在微笑》，並獲選「中學生好書龍虎榜」十大好書。

## 個人生活
區樂民在中年時期成為天主教徒。他曾與一名小學女教師結婚，妻子後來因乳癌病逝。

## 作品
- 街坊大夫小記（1995年）
- 醫醫筆寫（1996年）
- 我是醫生，又是學生（1997年）
- 輕輕鬆鬆看醫生（1998年）
- 杏林裡的一片葉（1999年）
- 開懷醫生（2000年）
- 浪花在微笑（2001年7月）
- 醫者孩子心（2001年7月）
- 笑口良藥（2002年8月）
- 蒙面小醫生（2003年7月）
- 快樂醫院（2003年7月）
- 每天笑一笑（2004年7月）
- 快樂在你手（2005年7月）
- 開開心心又一天（2006年7月）
- 把憂傷射到天空（2007年7月）
- 做個快樂人（2008年7月）
- 逆境如春雨（2009年1月20日）
- 聽筒傳愛（2009年6月）
- 直升機上看海嘯（2009年7月）
- 當下的禮物（2009年12月）
- 轉一念，海闊天空（2010年7月）
- 快樂總比痛苦多（2011年7月20日）
- 區樂民散文圖文精選集 (2011年6月28日）
- 何必愁眉苦臉（2012年）
- 心中陽光燦爛（2013年）
- 釋放快樂能量（2014年）
- 輕鬆點吧（2015年）
- 一笑解千愁（2017年）[7][8][9]
- 聽筒傳愛
- 當下的禮物[10]
- 喜樂在人間
- 螢火蟲系列
- 蒙面小醫生
- 在醫學院外學到的東西
- 快樂無處不在（2018年）[11][12]
- 老師，謝謝你！（2020年7月）
- 快樂的成長故事
- 今天哈哈哈